# Luwung (Rakit)
Luwung is een bestuurslaag in het regentschap Banjarnegara van de provincie Midden-Java, Indonesië. Luwung telt 1946 inwoners (volkstelling 2010).